# انگلبرت کراوس
انگلبرت کراوس (به آلمانی: Engelbert Kraus) بازیکن فوتبال و مهاجم اهل آلمان است که از سال ۱۹۵۵ میلادی عضو تیم ملی فوتبال آلمان بوده‌است. وی در ۹ بازی ملی حضور داشته است و آخرین بازی ملی خود را در سال ۱۹۶۴ میلادی انجام داد. انگلبرت کراوس در بازی‌های ملی‌اش ۳ گل به ثمر رساند.